# Алотау
Алотау (англ. Alotau) — город в юго-восточной части Папуа — Новой Гвинеи, административный центр провинции Милн-Бей.

## Общая информация
Расположен на северном побережье залива Милн, в 365 км к юго-востоку от столицы страны, города Порт-Морсби. Аэропорт Гарни находится в 12 км от города. Административный центр провинции был перенесён в Алотау в 1969 году с острова Самарай. Залив Милн интересен своими коралловыми рифами, которые создают здесь хорошие возможности для дайвинга.

## Население
По данным на 2013 год численность населения города составляла 15 939 человек.
Динамика численности населения города по годам:
| 1980  | 1990  | 2000   | 2013   |
| ----- | ----- | ------ | ------ |
| 4 311 | 6 486 | 10 025 | 15 939 |